# Lycinus quilicura
Espèce
Lycinus quilicura est une espèce d'araignées mygalomorphes de la famille des Pycnothelidae.

## Distribution
Cette espèce est endémique de la région Métropolitaine de Santiago au Chili,. Elle se rencontre vers Quilicura.

## Description
Le mâle holotype mesure 21,20 mm.

## Systématique et taxinomie
Cette espèce a été décrite par Goloboff en 1995.

## Étymologie
Son nom d'espèce lui a été donné en référence au lieu de sa découverte, Quilicura.

## Publication originale
- Goloboff, 1995 : « A revision of the South American spiders of the family Nemesiidae (Araneae, Mygalomorphae). Part 1: species from Peru, Chile, Argentina, and Uruguay. » Bulletin of the American Museum of Natural History, no 224, p. 1-189 (texte intégral).